# Swem
 (mai 2024).
Le swem est à la fois la terre d'origine légendaire des Tiv et une forme de serment sacré importante dans leur culture.

## Terre d'origine
Dans son premier sens, le swem est l'endroit depuis lequel les ancêtres du peuple tiv sont partis pour s'établir dans ses emplacements actuels. Les gens s'accordent pour dire que le lieu swem doit être une montagne au sud-ouest du Nigeria.

## Serment

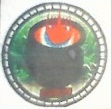
Le serment swem utilise une marmite spéciale, à laquelle il a donné son nom: la marmite swem.

Le swem est aussi un serment important pour la justice tiv. Lors des procès, les pratiquants de la religion traditionnelle tiv jure sur la marmite swem.

## En littérature
Le pièce de théâtre kwagh-hir Swem Karagbe de 1979 raconte l'histoire du héros éponyme, lié à l'idée d'une terre ancestrale des Tiv.

## Évolution
En 2017, pour la première fois, un Tor Tiv refuse de prêter serment sur le swem et préfère la Bible.